# Maria Ann Campion

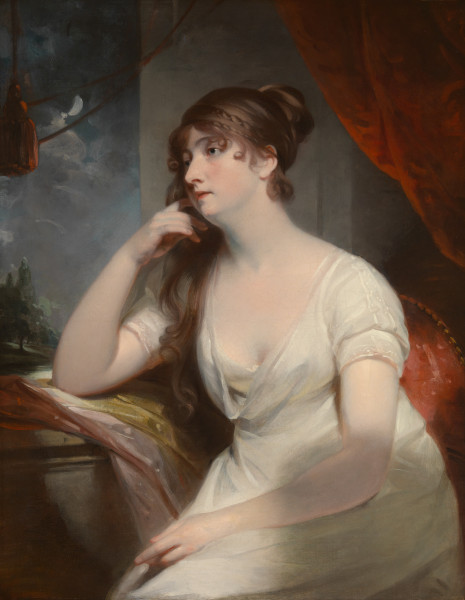
Maria Ann Campion Pope, gemalt von Martin Archer Shee

Maria Ann Campion (* 1777 in Waterford; † 18. Juni 1803 in London) war eine irische Schauspielerin und die zweite Frau des Schauspielers Alexander Pope.

## Leben
Ihr Vater starb, als sie noch ein Kind war. Um ihre Mutter und Schwester zu unterstützen, beschloss sie als Schauspielerin zu arbeiten. Ihren ersten Auftritt hatte sie am 17. Februar 1792 in Dublin als Monimia in dem Stück The Orphan von Thomas Otway. Dabei litt sie zunächst an Lampenfieber, jedoch stieß sie der Regisseur auf die Bühne und sie spielte ihre Rolle so gut, dass sie ein Publikumsliebling wurde und recht bald ein Engagement im Theatre Royal am Covent Garden erhielt.
Sie wurde 1793 vom Impresario Frederick Edward Jones (1759–1834) für seine Music Hall in der Fishamble Street engagiert, dem Ort an dem 50 Jahre zuvor Händels Oratorium Messiah uraufgeführt wurde. Sie ging im Jahr darauf für einige Zeit nach York und nahm aus einem heute unbekannten Grund den Namen Spencer an. 1795 lebte sie wieder in Dublin.
Am Covent Garden lernte sie den 14 Jahre älteren Schauspieler Alexander Pope kennen und ehelichte ihn am 24. Januar 1798 in der Kirche St George’s. Ihr Sohn kam im Juni 1799 zur Welt, starb aber kurz darauf. Im Juni 1801 wurden Campion und ihr Mann vom Covent Garden entlassen, hatten aber alsbald im Januar 1802 ein Engagement am Theatre Royal Drury Lane.
Bei ihrem Auftritt in der Rolle der Desdemona am 10. Juni 1803 wurde ihr übel und eine Kollegin musste bis zum Ende der Vorstellung für sie einspringen. Eine Woche später, am 18. Juni, brach sie zusammen und ihr Leben endet im Alter von 26 Jahren. Im Jahr zuvor verstarb ihre Mutter. Campion hinterließ eine Tochter. Sie wurde am 25. Juni in der Westminster Abbey an der Seite von Alexander Popes erster Frau Elizabeth Younge beigesetzt.
Sie soll Autorin von zwei Romanen gewesen sein.